# Madonna di San Martino
La Madonna di San Martino è un dipinto a tempera e oro su tavola (162x125 cm) del Maestro di San Martino (opera eponima), databile al 1250-1260 circa e conservato nel Museo nazionale di San Matteo di Pisa.

## Storia
La tavola proviene dalla chiesa di San Martino a Pisa. Fu scelta da Roberto Longhi come opera eponima per costruire un nucleo di lavori legati a un maestro anonimo pisano, indicandolo come uno dei più significativi maestri del Duecento, da lui riconosciuto anche nel Terzo Maestro degli affreschi della cattedrale di Anagni. Oggi il collegamento con Anagni si è allentato negli studi successivi, cercando piuttosto il suo nome nell'ambito pisano, magari in Ugolino, fratello di Enrico di Tedice.
La storia critica del dipinto inizia nel 1787, quando il Da Morrona (in Pisa illustrata) l'assegnò a un maestro greco-pisano, seguito dal Grassi (Descrizione storica e artistica di Pisa, 1838) che fece invece il nome di Cimabue. Questa ipotesi, ripresa da Venturi, Chieppelli e Toesca, si anteponeva all'altra dominante che parlava invece di Giunta Pisano (Supino, Sirén, Vavalà, Lazarev). Cavalcaselle tirò in ballo entrambi gli artisti, mentre van Marle, non la riferì neanche all'ambito bizantino, leggendovi influssi già gotici (come anche, in misura diversa, Wulff, 1916, Vitzthum, Wolbach, 1924, Sinibaldi, 1943).
Muratov (1928) e Coletti (1941) parlarono invece di un maestro bizantino neoellenico, mentre per Lazarev (1936) era di ambito fiorentino, legata ai maestri dei mosaici del battistero. Per D'Ancona l'autore sarebbe potuto essere Guido da Siena, mentre Garrison, partendo da un'intuizione di Offner, fece il nome di Ranieri di Ugolino (dopotutto uno dei nomi proposti per sciogliere l'anonimato del Maestro di San Martino) con una datazione al 1285-1290. Questa ipotesi fu confermata da Cuppini (1952), Battisti (1963), e con riserve dal Ragghianti (1955).
Come già accennato, fu decisivo l'intervento di Longhi (1948), che tracciò la personalità dell'anonimo e riferì la tavola a un periodo anteriore, agli anni sessanta del Duecento e comunque non oltre il 1270, sulla base del confronto delle storiette di Gioacchino con gli affreschi nella cripta del Duomo di Anagni. 
Salvini (1950) si spinse a indicare il maestro di San Martino come la fonte delle influenze neoelleniche e classiciste in opere di Cimabue come gli affreschi della basilica superiore di Assisi e la Maestà di Santa Trinita, proponendo quindi una datazione verso il 1275, confermata anche dal Bologna (1962). Ipotesi non condivisa da Ragghianti, che vedeva invece il Maestro di San Martino come influenzato da Cimabue, non viceversa, e da Coppo di Marcovaldo. Carli (1958) indicò in Nicola Pisano l'ispiratore dell'opera, assieme alla cultura bizantina, e vi vide un precursore dei primi maestri senesi. Luciano Bellosi propose un'identificazione dell'artista con Ugolino di Tedice e datò l'opera attorno al 1260.

## Descrizione

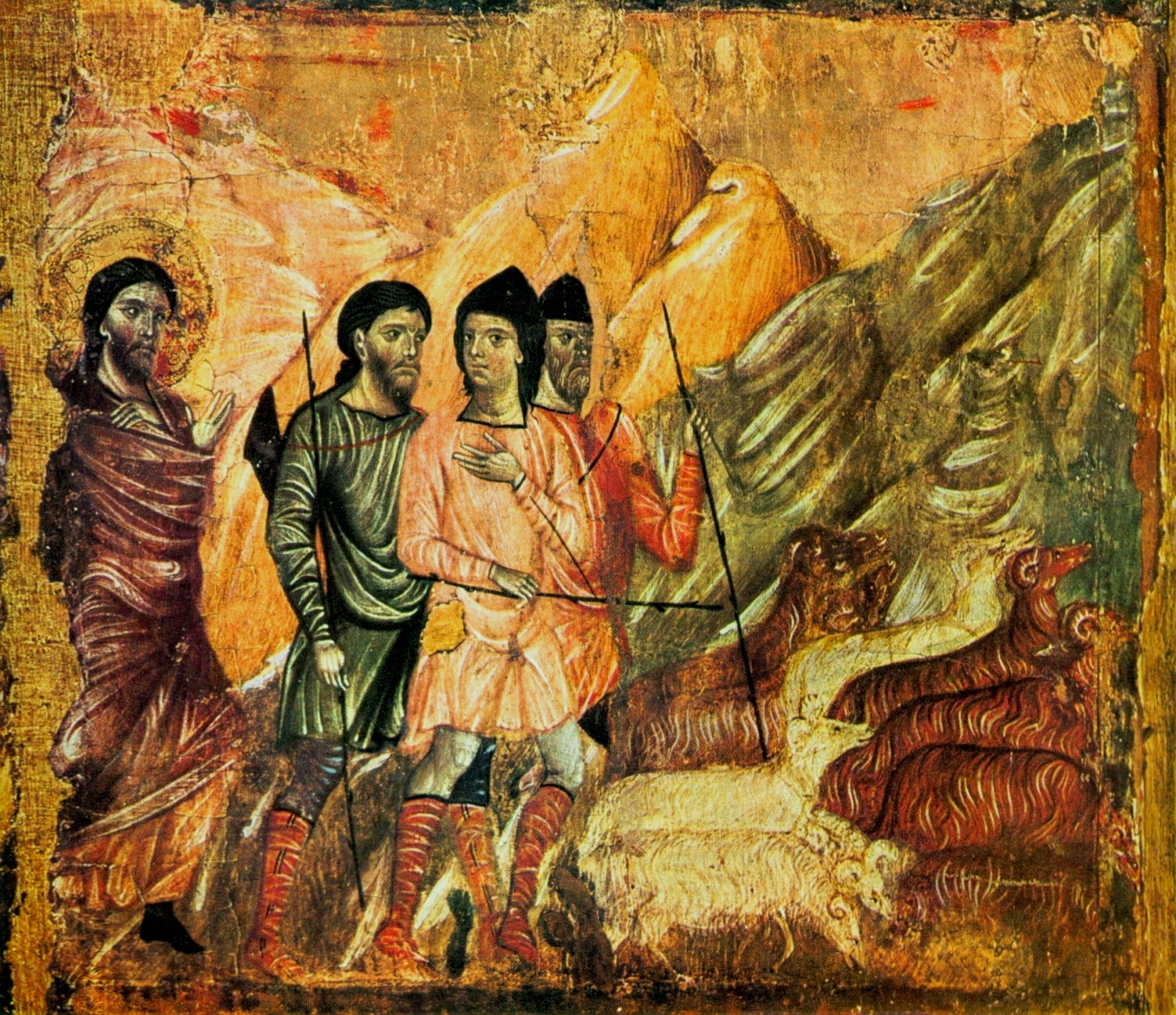
Gioacchino tra i pastori

Su un ripido trono ligneo riccamente scanalato, Maria siede col Bambino benedicente sulle ginocchia. Appoggiato sul ginocchio sinistro sollevato, Gesù è abbigliato come un piccolo filosofo antico, con in mano un rotolo, secondo la tradizione aulica bizantina. Maria indossa il manto blu su cui sono ricamate le tre stelle (sulle spalle e in fronte) che alludono alla cometa di Betlemme. Sotto indossa una veste di sgargiante colore rosso, che affiora oltre l'orlo del manto arricchito da pendagli dorati.
In alto, dietro il trono, compaiono due angioletti a mezza figura, simmetrici ma elegantemente differenziati nei colori delle vesti, delle ali e in altri piccoli dettagli. In basso, sotto l'archetto della base del trono, si trova la scenetta di San Martino che dona il mantello al povero. 
Ai lati si trovano due file di sei scene ciascuna, con le Storie di Gioacchino e Anna. Lette da sinistra a destra, per file, riportano:
- Annunciazione dell'Angelo a Maria
- Gioacchino scacciato dal Tempio
- Gioacchino esce dalla città di Gerusalemme
- Annuncio a sant'Anna e incredulità
- Annuncio dell'angelo a Gioacchino
- Sacrificio di Gioacchino
- Sogno di Gioacchino
- Gioacchino tra i pastori
- Angelo che dice a sant'Anna di andare incontro a Gioacchino e incontro alla Porta d'Oro
- Natività della Vergine
- Presentazione della Vergine al Tempio
- Santi Pietro, Paolo, Giovanni evangelista e Giovanni Battista.

## Stile
Stilisticamente, come si evince anche dalla storia critica, l'opera mostra caratteri eclettici (neoellenici, classicisti, fiorentini, senesi delle origini, spunti gotici), che però sono ricomponibili in una personalità di grande originalità, influenzata inizialmente dalla cultura bizantina (similitudini ad esempio con le miniature del Codice Vaticano gr. 1158), da Nicola Pisano e soprattutto da Giunta Pisano. Il pittoricismo di Giunta, fatto di finissimi filamenti stesi con la punta del pennello a determinare chiaroscuri degli incarnati (come nel Crocifisso di San Domenico a Bologna o nella croce processionale di San Benedetto) sono tradotti qui nelle cosiddette strigilature luminose, finissime strisce luminose che abbelliscono vestiti e paesaggi e che sugli incarnati diventano tante finissime pagliuzze color oro. Approccio diverso rispetto a Giunta, ma risultante comunque in un sublime pittoricismo.
L'identificazione del Maestro di San Martino con Ugolino di Tedice proposta da Luciano Bellosi si basa sulla somiglianza tra il volto di Gioacchino dormiente nel pannello che raffigura il sogno di Gioacchino e il Cristo sofferente sulla croce nel crocifisso del Museo dell'Hermitage di San Pietroburgo. I due volti hanno fisionomia simile e una sorta di unghiata sulla guancia che scende dall'occhio. Anche la veste di Giovanni dolente nella croce ha strisce luminose riconducibili alle strigilature luminose dei vari pannelli di questa tavola.
Il Maestro di San Martino non ebbe la fortuna che ebbe invece il contemporaneo Cimabue. Entrambi ebbero Giunta Pisano come principio ispiratore e cercarono di sviluppare il suo pittoricismo, ma con approcci diversi e risultati di portata decisamente differenti. Il primo non seppe discostarsi dai canoni bizantini e produsse volti e panneggi che rimasero poco innovativi a parte le summenzionate strigilature luminose. Solo Cimabue ricevette commissioni fuori dal territorio pisano e soprattutto commissioni di prestigio. Solo Cimabue dette luogo ad una scuola da cui scaturirono pittori come Giotto e Duccio di Buoninsegna.